# Constitución de Marruecos de 1996
La primera Constitución de Marruecos fue adoptada en 1962 y revisada en cinco ocasiones: 1970, 1972, 1980, 1992, y 1996.

## Poderes del Estado
Tras el referéndum del 13 de septiembre de 1996, que estableció un sistema bicameral, los miembros de la Cámara de Representantes son elegidos mediante sufragio universal, mientras que los miembros de la Asamblea de Consejeros lo son de forma indirecta.
La constitución reconoce la soberanía nacional, y la participación de los ciudadanos en los asuntos públicos mediante el referéndum y la elección de sus representantes. La constitución declara que Marruecos es un país cuya forma de gobierno es una monarquía constitucional multipartidista. Atribuye a los partidos políticos, a las organizaciones administrativas territoriales y a las entidades oficiales donde están presentes empresarios y trabajadores la representación de los ciudadanos.
La constitución establece que el poder ejecutivo se encuentra en manos del Rey de Marruecos, cuya persona es sagrada e inviolable. El Rey designa libremente al primer ministro y el gabinete, que preside. El primer ministro y los Ministros son responsables ante el Rey y el Parlamento. El Rey puede disolver el Parlamento, retrasar la convocatoria electoral o ampliar el plazo de la legislatura. Igualmente, puede solicitar una segunda lectura de una propuesta de ley por las Cámaras y, en caso de ser rechazada por las mismas la propuesta del Rey, someter a referéndum la aprobación, salvo que la aprobación o denegación reciba el apoyo de dos tercios del Parlamento.
El Gobierno, en su responsabilidad ante el Parlamento, puede ser procesado por este, en cuyo caso aprueba y envía el expediente al Tribunal Supremo.
Se reconoce un poder judicial independiente, cuya más alta cúspide la representa el Tribunal Supremo, que sin embargo es nombrado por el Rey a propuesta de ambas Cámaras parlamentarias. El Presidente del Tribunal lo elige el Rey.

## Derechos y libertades
Todos los ciudadanos marroquíes son considerados iguales ante la ley, y hombres y mujeres disfrutan de los mismos derechos políticos. La constitución garantiza la libertad de cultos, -aunque se reconoce como Estado confesional islámico-, la libre circulación, la libertad de opinión, de expresión y de asociación, así como el derecho a reunirse en público y afiliarse a cualquier partido político.
En los derechos sociales, se reconoce el derecho de huelga, y el derecho a la propiedad privada y la libre empresa.

## Reforma constitucional
La reforma de la Constitución requiere el voto favorable de los dos terceras partes del Parlamento, aprobadas en sesiones separadas por ambas Cámaras, que después debe someterse a la aprobación por referéndum. El Rey tiene la potestad de someter directamente a referéndum, sin consulta al Parlamento, cualquier modificación. Están excluidas de la posibilidad de ser modificadas las disposiciones que regulan el régimen monárquico y el estatuto de confesión religiosa islámica del Estado.

## Tribunal Constitucional
La Constitución establece un Consejo Constitucional compuesto por doce miembros elegidos:
1. Seis por designación real directa, cuyo mandato dura nueve años no renovables. El Rey elige también al Presidente entre sus designados.
2. Tres por el presidente de la Asamblea de Representantes, que se renuevan uno a uno cada tres años.
3. Tres elegidos por el presidente de la Asamblea de Consejeros, que se renuevan uno a uno cada tres años.

Son funciones del Consejo:
1. Decidir sobre la validez del procedimiento en las elecciones de los miembros del Parlamento y del desarrollo de los referéndum.
2. Vigilar que se ajustan al contenido constitucional las leyes orgánicas y las reglas de procedimiento de cada Cámara.
3. El examen de cualquier otro proyecto de ley, antes de ser aprobado, a propuesta del Rey, el primer ministro, los Presidentes de las dos Cámaras del Parlamento o un cuarto de los miembros que componen cualquiera de las Cámaras.

## Reforma constitucional en 2011
En marzo de 2011 el rey de Marruecos, Mohamed VI, anunció que se reformaría la constitución "de forma global", poco después de las protestas en el país ligadas a las protestas en todo el mundo árabe. En un discurso retransmitido por televisión señaló que se reforzaría el papel del parlamento y la autonomía de las regiones, el poder del jefe del gobierno, la ampliación de las libertades y se reconocería el idioma bereber, la lengua amazigh, sometiéndose la reforma a referéndum. La nueva constitución fue aprobada con más de un 97% votos afirmativos en el referéndum constitucional y entró en vigor el 16 de julio de 2011.